# Sarococcus fagi
Sarococcus fagi är en insektsart som först beskrevs av William Miles Maskell 1891.  Sarococcus fagi ingår i släktet Sarococcus och familjen ullsköldlöss. Inga underarter finns listade i Catalogue of Life.